# 정백기

정백기 깃발

정백기(正白旗, 만주어: ᡤᡠᠯᡠ
ᡧᠠᠩᡤᡳᠶᠠᠨ
ᡤᡡᠰᠠ, 묄렌도르프: gulu šanggiyan gūsa, 청: gulu xanggiyan gvsa)는 청나라의 팔기 중에 하나이고, 정백기로 이름 붙혀졌다. 양황기, 정황기와 함께 상삼기로 불렸다.
순치 전에는 상삼기에 정백기 대신, 정람기가 있었으나, 순치 초기, 도르곤이 자신이 이끄는 정백기를 상삼기로 올리고, 정람기를 하오기로 내렸다.

## 개요
정백기는 만주 · 몽골 · 한군으로 나뉘어있으며, 처음에는 예친왕 도르곤이 기주를 맡았다. 도르곤이 죽은 후, 순치제에 의해 사후 삭탈관직되었고, 정백기도 나머지 삼기와 동일하게 황제가 직접 통솔하게 되었다. 
청나라 말기, 정백기 하에 86개의 정좌령이 있었고, 병사는 2만 6천명, 일가족을 포함하면 약 13만명이었다.

## 정황기 출신 인물
| 만주                                              | 만주                                                   | 몽골       | 한군                                                |
| ------------------------------------------------- | ------------------------------------------------------ | ---------- | --------------------------------------------------- |
| - 도르곤 - 도도 - 동악비 - 조설근 - 아계 - 다륭아 | - 영록 - 유덕령 - 여우란 - 음창 - 완용 - 부비 - 완귀비 | - 납목찰륵 | - 주지련 - 진몽구 - 부명아 - 수산 - 백문선 - 상연류 |

## 같이 보기
- 팔기제